# 日本大廈基金投資法人
日本大廈基金投資法人(日本ビルファンド投資法人 或 Office Building Fund of Japan Incorporated)，（東證1部：8951）由日本日本大廈基金管理股份有限公司旗下信託管理，主要經營日本所有地區房地產產業。包括東京、神奈川、千葉縣等地區資產。
而每年財政年度則為3月31日止。
其股份自2001年於東京證券交易所房地產信託基金板上市。